# قرار مجلس الأمن التابع للأمم المتحدة رقم 922
قرار مجلس الأمن التابع للأمم المتحدة رقم 922، المتخذ بالإجماع في 31 مايو 1994، بعد إعادة التأكيد على القرار 696 (1991) وجميع القرارات اللاحقة بشأن أنغولا، ناقش المجلس عملية السلام خلال الحرب الأهلية ومدد ولاية بعثة الأمم المتحدة الثانية للتحقق في أنغولا حتى 30 حزيران / يونيو 1994.
وكرر المجلس التأكيد على الأهمية التي يعلقها على التنفيذ الكامل وفي الوقت المناسب لاتفاقات السلام وقرارات مجلس الأمن ذات الصلة، وأهمية دور الأمم المتحدة في هذه العملية. وقد تم الترحيب بجهود الممثلة الخاصة للأمين العام بطرس بطرس غالي، مارجريت أنستي ومنظمة الوحدة الأفريقية وجهود الدول المجاورة، وخاصة زامبيا.
تم اقتراح زيادة قوام بعثة الأمم المتحدة الثانية للتحقق في أنغولا من خلال رفعها إلى مستواها السابق، وفقًا للقرار 903 (1994)، وتم الإشارة إليه إلى جانب القلق إزاء تجدد العمليات العسكرية في أنغولا التي أثرت على قدرة بعثة الأمم المتحدة الثانية للتحقق في أنغولا على تنفيذ ولايتها. كما أعرب المجلس عن قلقه إزاء انتهاكات التدابير الواردة في القرار 864 (1993) والمدة الطويلة لمحادثات السلام في لوساكا، زامبيا، مناشداً كلاً من حكومة أنغولا ويونيتا للتوصل إلى تسوية سلمية سريعة وشاملة.
وبعد تمديد ولاية بعثة الأمم المتحدة الثانية للتحقق في أنغولا، أكد المجلس أن القرارات المستقبلية ستعتمد على التقدم في محادثات السلام. وكان قبول الحكومة الأنغولية للمقترحات المتعلقة بالمصالحة الوطنية موضع ترحيب، وحث يونيتا على أن تحذو حذوها. وسينظر على وجه السرعة في أي توصيات يقدمها الأمين العام بشأن وجود الأمم المتحدة في أنغولا، بينما سيجري استعراض وجودها ككل إذا لم يتم التوصل إلى اتفاق سلام في لوساكا. وفي ضوء المناقشات، لن تُفرض عقوبات أخرى على يونيتا.
وأدين استمرار العمليات العسكرية في البلاد، وتفاقم الأوضاع الإنسانية، والأعمال التي من شأنها منع التوزيع المجاني للمساعدات الإنسانية. وفي الوقت نفسه، أثني المجلس على البلدان ووكالات الأمم المتحدة والمنظمات غير الحكومية التي ساهمت في المساعدات لأنغولا.
واختتم القرار بالطلب من الأمين العام تقديم تقرير إلى المجلس بحلول 30 حزيران / يونيو 1994 عن التطورات في البلاد.

## روابط خارجية
- نص القرار في undocs.org